# Атомно ядро
Атомното ядро е центърът на атома, в който е съсредоточена основната му маса и неговата структура определя химическия елемент. Размерите на ядрото са средно 100 000 пъти по-малки от размерите на самия атом и са от порядъка на 10-15 m. В същото време масата на ядрото е около 4000 пъти по-голяма от тази на заобикалящите го електрони.
То е съставено от един или повече протони и нула или повече неутрони. Броят на протоните в атомното ядро съвпада с поредния атомен номер и определя вида на елемента. Броят на протоните и неутроните в едно ядро са свързани - в леките ядра те са приблизително равни, докато по-тежките ядра имат по-голям брой неутрони. Между протоните и неутроните действа ядрена сила, продукт на силното ядрено взаимодействие. Понякога те се наричат с по-общото име нуклеони. Атоми с един и същ брой протони, но различен брой неутрони се наричат изотопи.

## Откриване на атомното ядро
Откриването на ядрото се дължи на работата на Ърнест Ръдърфорд, както и на сътрудниците му. Откритието е направено при обстрел на тънки метални пластинки с алфа-частици. За алфа-частиците било известно, че имат доста по-голяма маса от тази на електрона - около 7900 пъти по-голяма, положително заредена с електричен заряд, съответстващ на 2 елементарни положителни заряда, като тогава още не се е знаела структурата на самата алфа частица (днес е известно, че тя е двойно йонизирано хелиево ядро). При този експеримент се изследва разсейването (ъгъла на отклонение) на алфа-частицата при стълкновението ѝ с мишената. По-голямата част от частиците преминават през мишената без особено разсейване (т.е. с малък ъгъл на отклонение от началната прицелна траектория). Друга неголяма част обаче се разсейва под някакви ъгли, което не е възможно да се дължи на стълкновението с електрони от мишената, тъй като енергията на алфа-частицата е много по-голяма от тази на електрона и на практика тя няма да се отклони от началната си траектория. Една много малка част от регистрираните отклонения (около 1 %) са близки до 180 градуса - тоест алфа-частиците буквално се разсейват в обратна посока. Причината за това може да се дължи на положително заредено ядро, което стои в центъра на атома и което при сблъсък с положително заредената алфа-частица действа върху нея с кулонова сила на отблъскване - именно този най-елементарен модел е познат широко днес. Той се нарича планетарен модел на Ръдърфорд, поради общите му черти със  Слънчевата система: голямо централно ядро, около което като по орбити обикалят „планети“ (електрони). С този експеримент Ръдърфорд не само доказва, че в атома има положително заредено ядро, но дава и приблизителна представа за размерите му. Оказва се, че то заема много малка част от обема на атома и че почти цялата маса на атома е съсредоточена в него. Този експеримент (обстрел на мишена с частици) е основа и на почти всички съвременни експерименти, които се извършват в областта на физиката на елементарните частици.
Неутронът е открит доста по-късно, през 1932 година от Джеймс Чадуик.

## Атомна маса
Масата на протона е равна на масата на 1837 електрона, неутронът е малко по-тежък, колкото 1838 електрона. Сумата им, масовото число, е почти равна на масата на атома. Масата на електроните е малка в сравнение с масата на ядрото. Тъй като атомът се състои от ядро и електронна обвивка, логически би трябвало масата на атома да бъде сума от масата на електронната обвивка и масата на ядрото. Но тъй като масата на електронната обвивка е много малка в сравнение с масата на ядрото, тя почти не влияе на резултата и се пренебрегва. Поради тази причина за изчисляване на масата на атома е достатъчно да се изчисли само масата на ядрото. Терминът масов дефект се изразява в това, че масата, която е получена при сумирането на масата на всяка частица от ядрото, не е равна на масата, която е получена при измерване на ядрото като цяло. Този масов дефект играе важна роля в атомната физика.